# Тимошенко, Пётр Павлович
Пётр Павлович Тимошенко (бел. Пётр Паўлавіч Цімашэнка; 18 января 1913, Глыбоцкое, Могилёвская губерния — 11 февраля 2009, Минск) — советский хозяйственный, государственный и политический деятель. Герой Социалистического Труда (1974).

## Биография
Родился в 1913 году в деревне Глыбоцкое. Член КПСС.
С 1920 года — на хозяйственной, общественной и политической работе. В 1920—1956 гг. — плотник в совхозе, техник-строитель на строительстве Гомельского стеклозавода, прораб военно-строительных работ, старший инженер военно-строительного отдела Белорусского военного округа, прораб, начальник участка на строительстве военных объектов в Удмуртии, старший прораб и начальник производственно-технического отдела управления военно-строительных работ в Гомеле, заместитель, начальник производственно-технического отдела строительного треста № 29 в Минске, управляющий строительными трестами № 78, № 12, № 17 («Лавсанстрой») Министерства промышленного строительства Белорусской ССР, директор Строительной выставки Госстроя Белорусской ССР.
Указом Президиума Верховного Совета СССР от 26 апреля 1974 года присвоено звание Героя Социалистического Труда с вручением ордена Ленина и золотой медали «Серп и Молот».
Почётный гражданин города Могилёва.
Умер в Минске в 2009 году.

## Награды и звания
- Орден Ленина
- Почётный гражданин города Могилёва (1975)

## Память
- Памятный знак Герою Социалистического Труда П. П. Тимошенко в д. Глыбоцкое Гомельского района Гомельской области Беларуси.